# Karl Friedrich Merleker
Karl Friedrich Merleker (* 13. November 1803 in Suwałki, Preußen; † 11. April 1872 in Königsberg, Ostpreußen) war ein deutscher Geograph, Regionalhistoriker sowie Gymnasial- und Hochschullehrer.

## Leben
Merleker war seit 1826 Lehrer am Kgl. Friedrichs-Gymnasium in Königsberg i. Pr. und später dort bis 1869 Oberlehrer am Friedrichs-Kollegium, das lange zuvor schon Kant besucht hatte. Er wirkte auch als Dozent an der Albertus-Universität Königsberg. Er ist Verfasser zahlreicher Schriften historischen, geographischen und statistischen Inhalts. Sein 1857 veröffentlichtes literaturhistoriographisches Lehrbuch stieß bei Gregorovius auf Widerspruch.

## Werke (Auswahl)
- Ueber Polybius’s Darstellung des achäischen Bundes, in: Neue Jahrbücher für Philologie und Pädagokik oder Kritische Bibliothek für das Schul- und Unterrichtswesen, Band 1, Leipzig 1831, S. 253–290.
- Historisch-statistische Nachrichten über das Dom- und Kneiphöfsche Stadt-Gymnasium zu Königsberg i. Pr. In: Preußische Provinzial-Blätter. Band 18, Königsberg 1837, S. 439–457.
- Lehrbuch der historisch-comparativen Geographie. In vier Büchern.
  - Band 1: Geschichte der Geographie und der geographischen Entdeckungen, in Verbindung mit den wichtigsten Momenten aus der Geschichte der Schiffahrt, der Kolonien und des Handels, von der ältesten bis auf die neueste Zeit, C. W. Leske, Darmstadt 1839 (Digitalisat)
  - Band 2
  - Band 3
  - Band 4
- Historisch-geographische Darstellung des Landes und der Bewohner von Epeiros, in: Jahresbericht über das königliche Friedrichskollegium zu Königsberg in Ostpreußen von Michaëlis 1840 bis Michaëlis 1841, gedruckt bei E. J. Dalkowski, Königsberg 1841, S. 1–20.
- Jahrbuch der historisch-comparativen Geographie. Band 4, Teil 2, Darmstadt 1843 (Digitalisat)
- Musologie. Systematische Untersuchung des Entwicklungsganges der Sprachen, Schriften, Drucke, Bibliotheken, Lehranstalten, Literaturen, Wissenschaften und Künste, der Bibliographie und des literaturhistorischen Studium, F. A. Brockhaus, Leipzig 1857 (Rezension, in: Heidelberger Jahrbücher der Literatur, Band 50, Heidelberg 1857, S. 858).
- Kosmogeographie: Für höh. Unterrichts-Anstalten u. zum Selbstunterricht. Teubner, Leipzig 1848